# Leptogorgia panamensis
Leptogorgia panamensis är en korallart som först beskrevs av Duchassaing och Giovanni Michelotti 1860.  Leptogorgia panamensis ingår i släktet Leptogorgia och familjen Gorgoniidae. Inga underarter finns listade i Catalogue of Life.